# Anunciação aos pastores

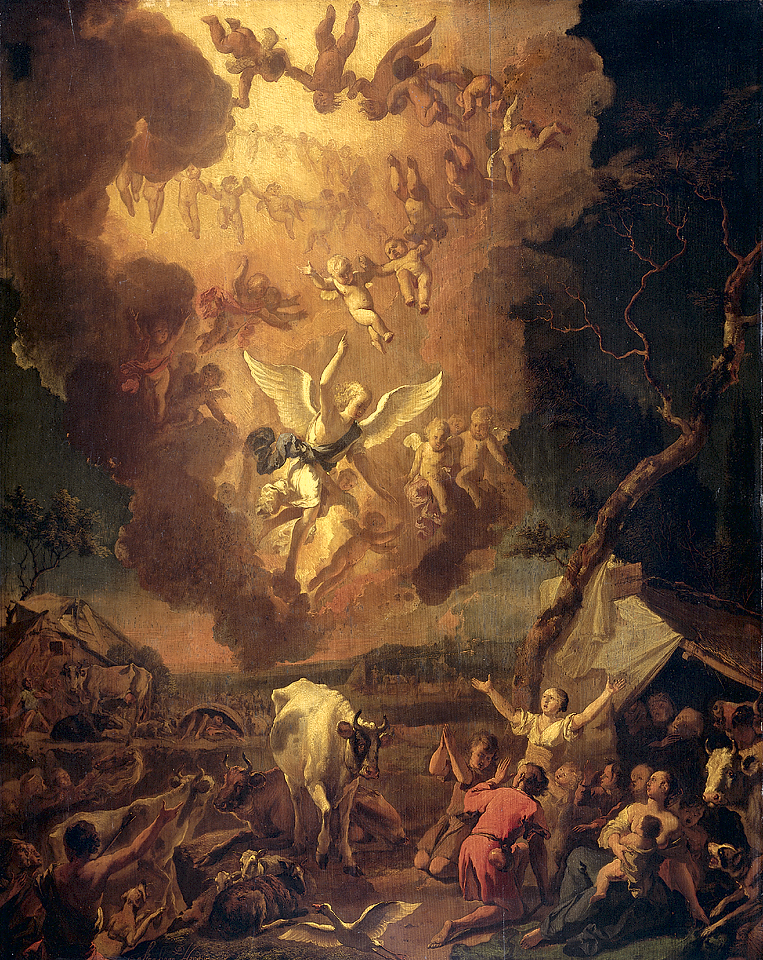
Anunciação aos pastores.
Por Abraham Hondius, atualmente no Rijksmuseum, em Amsterdã.

A Anunciação aos pastores é um episódio da Natividade de Jesus descrito no Evangelho de Lucas, no qual anjos anunciam aos pastores sobre o nascimento de Jesus. É um tema frequente na arte cristã e nas cantigas de Natal. É um tema distinto da Adoração dos pastores, que ocorre logo a seguir.

## Narrativa bíblica

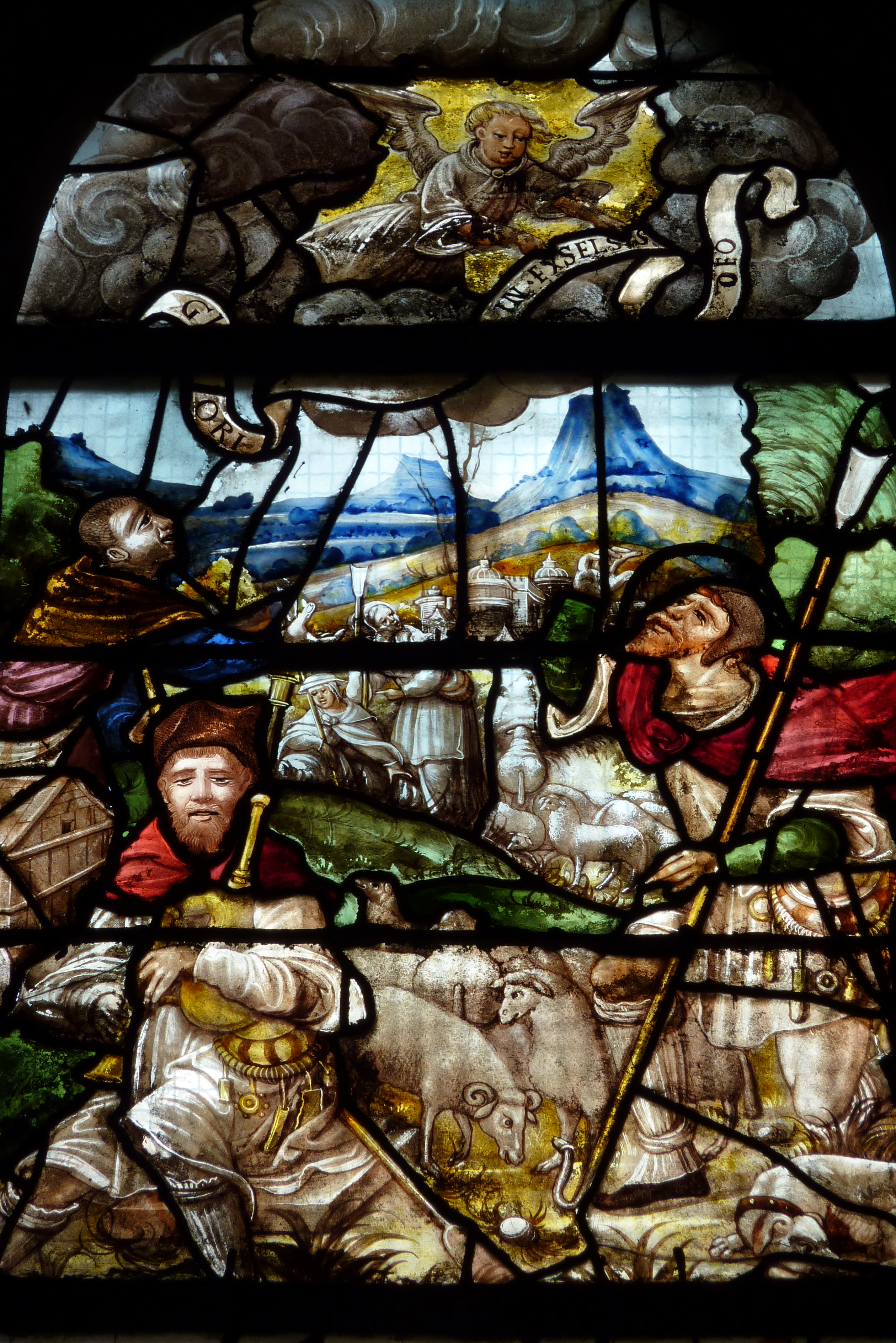
Gloria in Excelsis Deo.
Vitral na Igreja de Saint Pierre, em Montfort-l'Amaury.

Como descrito em Lucas 2:8–20, os pastores estavam cuidando de seus rebanhos nos campos à volta de Belém quando eles ficaram apavorados com a aparição de um anjo. Ele explicou que tinha uma mensagem de boas novas para todos os povos:
| “ | É que hoje vos nasceu na cidade de Davi um Salvador, que é Cristo Senhor. Eis para vós o sinal: encontrareis uma criança envolta em faixas e deitada numa manjedoura. | ” |
|   | — Lucas 2:11–12. |   |

Após este anúncio, uma grande quantidade de anjos apareceu, louvando a Deus cantando: «Glória a Deus nas maiores alturas, E paz na terra entre os homens a quem ele quer bem.» (Lucas 2:14). Os pastores então resolveram fazer como lhes pedira o anjo e viajaram para Belém, encontrando lá Maria, José e o Menino Jesus deitado numa manjedoura, exatamente como anunciado. O evento da Adoração dos pastores se segue.

## Questões sobre a tradução
Algumas traduções para a língua portuguesa do versículo 14 acima trazem "...e paz na terra entre os homens de boa vontade", uma versão bastante diferente de "...e paz na terra entre os homens a quem ele quer bem.".

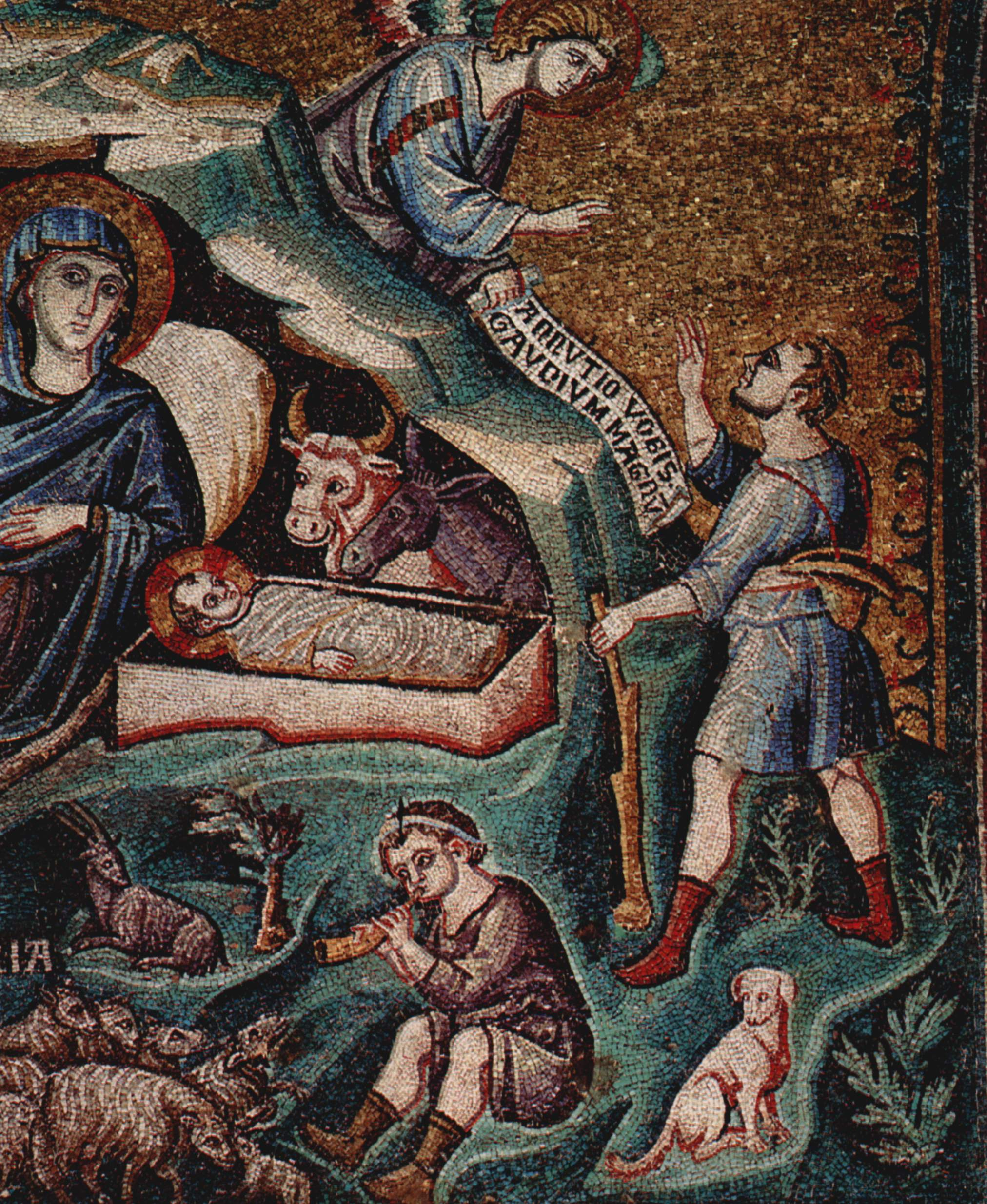
Anunciação aos pastores.
Mosaico por Pietro Cavallini, na Basílica de Santa Maria em Trastevere, em Roma.

Esta disparidade reflete uma disputa sobre uma única letra no texto grego do Novo Testamento. O texto grego aceito pela maior parte dos acadêmicos hoje utiliza as palavras ἐπὶ γῆς εἰρήνη ἐν ἀνθρώποις εὐδοκίας (epi gēs eirēnē en anthrōpois eudokias), que significa literalmente "paz na terra entre os homens a quem ele quer bem.", com a última palavra estando no caso genitivo (a quem a boa vontade é dada) (aparentemente refletindo um idioma semita que fica estranho traduzido para o grego). A maior parte dos manuscritos do Novo Testamento em grego trazem esta versão, incluindo a versão original do antigo Codex Sinaiticus (chamado de ℵ* academicamente), mas ela foi alterada com uma rasura na última letra para ἐπὶ γῆς εἰρήνη ἐν ἀνθρώποις εὐδοκία (epi gēs eirēnē en anthrōpois eudokia), literalmente "paz na terra, boa vontade aos homens", com ambos os sujeitos (paz e boa vontade) no caso nominativo.
Mesmo que outros manuscritos gregos antigos (e muitos medievais) concordem com versão "editada" do Codex Sinaiticus, a maior parte dos acadêmicos e tradutores bíblicos modernos aceitam a leitura presente na maioria dos manuscritos, traduzindo o texto como "paz na terra entre os homens a quem ele quer bem." ("homens com quem ele tem boa vontade").

## Interpretação teológica
Geralmente se considera significativo que a mensagem tenha sido dada a pastores, que estavam no fundo da pirâmide social na Palestina do século I d.C. Contrastando com personagens mais importantes mencionados na Natividade, como o imperador romano Augusto, a mensagem parece concordar com as palavras da Virgem Maria no Magnificat (vide Visitação): «Depôs os poderosos dos seus tronos E exaltou os humildes, encheu de bens os famintos e despediu vazios os ricos.» (Lucas 1:52–53).
Os pastores, considerados como sendo judeus, combinam com os Três Reis Magos, considerados gentios e, em tradições posteriores, como tendo vindo de três continentes diferentes, para representar a primeira declaração da mensagem cristã para todos os povos do mundo.

## Arte

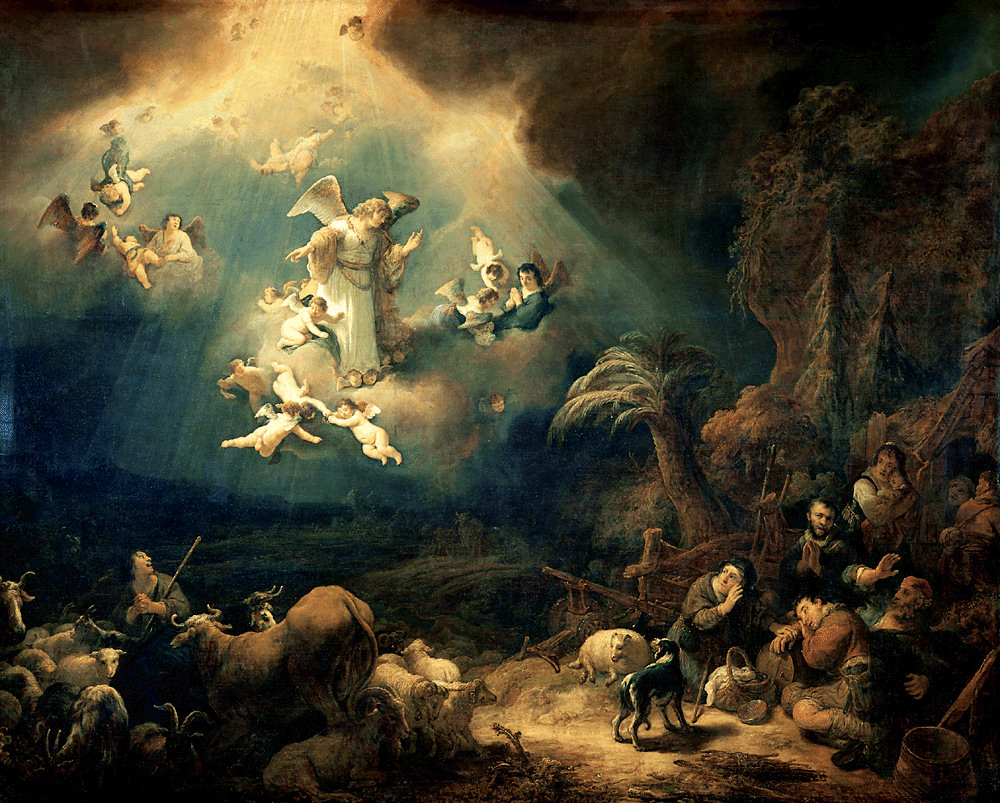
Anunciação aos pastores.
Por Govert Flinck, no Louvre, em Paris.

Inicialmente representado como parte de um cena mais ampla da Natividade, a Anunciação aos pastores se tornou um tema independente na arte cristã por volta do século IX, mas continuou relativamente incomum como tal, exceto em ciclos muito extensos, com muitas cenas. A representação padrão na arte bizantina, ainda utilizada nos ícones da Igreja Ortodoxa até hoje, é mostrá-la no fundo das cenas da Natividade, geralmente à direita, enquanto que os Três Reis Magos se aproximam pela esquerda. Este tipo de representação é também muito comum no ocidente, embora os Magos sejam muitas vezes omitidos. Como exemplo, a cena da Adoração dos pastores de Ghirlandaio, de 1485, inclui uma Anunciação aos pastores perifericamente, no canto superior esquerdo, mesmo sendo um evento que ocorreu antes da cena principal.
Cenas mostrando os pastores ao lado do Menino Jesus fazem parte de um tema diferente, formalmente conhecido como Adoração dos pastores. Ele é também geralmente combinado com outro, a Adoração dos Magos, o que produz uma composição balanceada, com cada um dos grupos em lados opostos da imagem central e correspondendo à interpretação teológica da cena, de que todos os povos do mundo estariam ali (judeus e gentios).
A paisagem varia, embora as cenas de fundo das obras sobre a Natividade frequentemente mostrem os pastores num morro inclinado, dando a sensação visual de que eles estão num nível superior do que a cena principal. A quantidade de pastores também varia, embora três seja o número típico no ocidente. Um ou mais cachorros também aparecem com frequência. A cena da Anunciação aos pastores foi se tornando mais rara conforme o avanço da Idade Média, mas as representações continuaram aparecendo nos séculos seguintes, com exemplos famosos de Abraham Hondius e Rembrandt. Juntamente com a Agonia no Jardim e a Prisão de Jesus, a cena é uma das que foram frequentemente utilizadas no desenvolvimento das pinturas sobre cenas noturnas, especialmente na pintura holandesa do século XV e nas iluminuras em manuscritos.
Na arte renascentista, baseando-se nas histórias clássicas sobre Orfeu, os pastores por vezes são representados com instrumentos musicais nas mãos.

## Cantigas de Natal
Muitas cantigas de Natal mencionam os eventos da Anunciação aos pastores, sendo a Gloria in Excelsis Deo ("Glória a Deus nas alturas") a mais antiga. Em língua portuguesa, a canção "Bate o sino" (que é uma tradução de Jingle Bells) faz diversas referências ao evento, principalmente no trecho "Bate o sino pequenino / Sino de Belém/ Já nasceu o Deus menino  / Para o nosso bem  / Paz na Terra pede o sino  / Alegre a cantar". Pastorinhas do deserto é uma canção de Natal tradicional portuguesa originária da região do Ribatejo cujo tema é a Anunciação aos pastores.